# آرون فلام
آرون فلام (بالسويدية: Aron Flam)‏، من مواليد 12 يونيو 1978 في بيرجشامرا في مدينة سولنا في ستوكهولم عاصمة السويد، هو كوميدي سويدي ساخر وكاتب بودكاست. كما أنه يعمل ككاتب سيناريو ومحلل اجتماعي وممثل.

## النشأة
آرون فلام هو ابن الاقتصادي هاري فلام وإيفا ميرسون، وقد استخدم أصله اليهودي كموضوع في عمله.

## الدراسة
خلال المدرسة الثانوية، التحق بفرع العلوم الاجتماعية في مدرسة أينخيلدا الثانوية في ستوكهولم. 
بعد المدرسة الثانوية أكمل درجة الماجستير في إدارة الأعمال في جامعة ستوكهولم  وحصل على درجة البكالوريوس في علوم السينما من الجامعة نفسها. كانت الأطروحة عن محتال الارقام، وهو شخصية تحدث عنها فلام طويلاً في أحد البودكاستات التي شارك فيها درس فلام في مدرسة بوبيوس للصحافة .

## روابط خارجية
- آرون فلام على موقع IMDb (الإنجليزية)
- آرون فلام على موقع قاعدة بيانات الأفلام السويدية (السويدية)
- آرون فلام على موقع قاعدة بيانات الفيلم (الإنجليزية)
- آرون فلام على موقع كينوبويسك (الروسية)